# 下川凹天
下川凹天（日语：／ Shimokawa Hekoten/Ōten、1892年5月2日—1973年5月26日）是一名日本漫画家兼动画作者。本名为（しもかわ さだのり），“凹天”是其筆名。下川凹天在大正至昭和时期以漫画家身份活跃，此外也以日本最早的动画电影制作者之名而为人所知，与北山清太郎和幸内纯一齊名为“日本动画创始人”。

## 生平

### 成为漫画家之前
下川凹天1892年（明治25年）5月2日出生于冲绳县宫古岛。其父下川貞文原是新里普通小学（新里尋常小学校，現为宫古岛市立上野小学）的首任校长，在凹天出生时转任至平良小学（平良小学校，現为宫古岛市立第一小学）。
1898年（明治31年）12月26日，由于父亲逝于任上，举家迁往母亲的娘家鹿儿岛县。1900年（明治33年）被居住在東京的叔父、一名陸軍軍人石橋正人收养而前往东京。
1906年（明治39年）3月，从旧制麹町小学毕业後，因看见了《东京小精灵》的漫画家培训广告而拜入北泽乐天门下，以工读学生的身份同北泽乐天一同生活。这时起开始自称为“凹天”。1907年（明治40年）4月，在乐天的劝说下进入旧制青山学院读书，然而在一年中由于学习成绩较差而退学。虽然以此为由而被乐天开除出师门，但依然没有放弃成为漫画家的梦想，尽管在陸軍省陸地測量部工作但仍旧独自学习漫画。
1912年（明治45年）北泽乐天从《东京小精灵》离职并自行创办发行了《乐天小精灵》。对此，凹天寄了一封主要意思为“现在的凹天不再是以往的凹天”的信给了北泽乐天。读了这封信后北泽乐天十分欣喜，并欢迎凹天加入。凹天开始为《乐天小精灵》撰稿，正式开展漫画家生涯。1916年（大正5年）出版了自己的首部作品《丑角肖像》（ポンチ肖像）。冈本一平和幸内纯一为书作了序文，包括北泽乐天在内的当时十分活跃的25个漫画家为此书作了序图。同年与下川玉子（下川たま子）结婚。

### 日本最早的动画电影
1916年，东京小精灵杂志社接受到天然色活動写真株式会社（天活）推荐动画制作人才到请求而与其开展对话，双方讨论后的结果，凹天成为被推荐的人。凹天以月薪50日元佣金的优渥待遇以及有着制作日本本土最早的动画的激情下承接了这项工作。
在资料缺乏的情况下，凹天独自开始了动画制作的研究。而在同一时期，小林商会的幸内纯一以及日活的北山清太郎都分别开始了动画制作的研究。1917年（大正6年）1月，下川亲自制作的短篇动画电影《芋川椋三玄关番之卷》上映，成为了日本最早的国产动画电影，而其他两人分别独立制作的作品也在前後数月內完成，故这三人日后都被视为日本动画的创始人。
凹天起初采取在黑板上用粉笔绘画后拍摄下来，再一点点擦去原有画面后添画上去的方式，一次拍摄一帧画面，這種制作方法与詹姆斯·斯图尔特·布莱克顿的作品《滑稽脸的幽默相》（1906年）所用的相类似，凹天在第三部作品《茶目坊新画帖 蚤夫妇复仇之卷》前都很有可能在采用这种方式。後来，凹天在制作时把约3种背景大量印刷，並在上面涂白一部分描绘登场人物，进行拍摄。但是，凹天被拍摄过程中使用的电灯的光的引發眼疾，在红十字医院住院一年半。

### 以漫画家身份活跃时期
1919年（大正8年）凹天进入读卖新聞，时隔9年后再次从事肖像画和讽刺画的绘制。从那以后在《中央新闻》、《每夜新闻》、《新爱知》（現：中日新聞）、《国民新闻》（現：東京新聞）等刊物上发表肖像画、政治漫画和讽刺漫画。
凹天因在《读卖SUNDAY漫画》和《讀賣新聞》上连载发表的《鳏夫岩先生》（男ヤモメの巌さん）而出名，与之后在《读卖新闻》上继续连载的《无轨父女》（無軌道父娘）一同被广大读者所知晓。凹天自己也分别在1926年（大正15年）和1937年（昭和12年）出版了漫画雑誌《漫画》以及《漫画王国》，积极的展开漫画家生涯。
但是下川本人的家庭生活似乎并不因此得福。1919年出生的长子在半年后夭折。1940年（昭和15年）妻子玉子去世后，同年又与菅原奈美緒（菅原なみを）结婚。

### 晩年
1950年（昭和25年）移居千叶县野田市。大约在这个时候，下川开始研究佛教绘画。1963年（昭和38年）妻子奈美緒去世后，接受了野田酱油（現：龟甲万）前社長茂木房五郎家的好意，居住在其宅邸的别院中。此后继续在那里住了10年。1973年（昭和48年）5月26日去世，时年81岁。墓地位于東京都品川区小山的長應寺。

## 有关“凹天”的读法
关于“凹天”的日文读法，在动画领域一般是读作“ Ōten”，而漫画领域则常见将其读作“ Hekoten”。动画研究者冈田英美子見讀法不一，故决定把“凹天”二字的读法定为“ Ōten”，但是漫画史研究者清水勲以及凹天周围的人和乐天周围的人均将“凹天”二字的读为“ Hekoten”。
动画研究者津坚信之認為在動畫領域方面，把凹天讀成「 Ōten」並無太大問題。漫画领域方面，至少直到1921年（大正10年），都有极大的可能性是习惯读作“ Ōten”（舊假名遣為“ Afuten”）的，目前尚不明确其缘由。1917年的一本電影雜誌推測，當年因凹天曾被嘲諷「明明是樂天的弟子卻自稱王天（ Ōten），這人是在搞什麼」，於是讀法才被更換。

## 主要漫画作品
- 《芋川椋三和牛》（芋川椋三とブル）（東京小精灵）
- 《小文的探险》（文チャンの探検）（新愛知新聞）
- 《鳏夫巖先生》（男ヤモメの巌さん）（读卖SUNDAY漫画・读卖新聞）
- 《无轨父女》（無軌道父娘）（读卖新聞）
- 《小刚的人生日记》（剛チャンの人生日記）（读卖新聞）
- 《可愛寡婦》（かはいい後家さん）（读卖新聞）
- 《岩先生一家》（ガンさん一家）（日本夕刊）
- 《刺头父親》（イガグリとうちゃん）（日刊農業新聞）

## 电影作品年表
下川凹天所制作作品的底片或者静物摄影目前都已散轶。
演出・作画 （全部为短篇动画）
- 《芋川椋三玄关番之卷（日语：芋川椋三玄関番の巻）》、天活、1917年1月、浅草（日语：浅草公園六区）・电影俱乐部（日语：キネマ倶楽部 (映画館)）（据F.S.Litten(2013)记载，首次公布的时间是在1917年4月）
- 《凸坊新画帖 名案的失败（日语：凸坊新畫帖 名案の失敗）》、天活、1917年2月、浅草・电影俱乐部
- 《茶目坊新画帖 蚤夫妇复仇之卷（日语：茶目坊新畫帖 蚤夫婦仕返しの巻）》、天活東京撮影所、1917年4月28日、浅草・电影俱乐部
- 《芋川椋三翻筋斗之卷（日语：芋川椋三宙返りの巻）》、天活、1917年5月、浅草・电影俱乐部
- 《茶目坊主钓鱼之卷（日语：茶目坊主魚釣の巻）》、天活、1917年9月9日、浅草・电影俱乐部

原作
- 《光棍严先生（日语：男やもめの厳さん）》，导演斋藤寅次郎（日语：斎藤寅次郎）、松竹蒲田摄影所（日语：松竹蒲田撮影所）、1933年7月27日、新宿松竹馆（日语：新宿松竹館）
- 《小刚的人生日记（日语：剛ちゃんの人生日記）》，导演大谷俊夫（日语：大谷俊夫）、日活多摩川摄影所（日语：日活多摩川撮影所）、1934年9月28日、日本劇場

## 出版书籍
- 《丑角肖像》矶部甲阳堂（日语：磯部甲陽堂）、1916年
- 《漫画人物描法》弘文社（日语：弘文社）、1925年
- 《凸凹人間》新作社、1925年
- 《漫画スケツチブツクと描き方》弘文社、1928年
- 《裸の世相と女》中央美術社、1929年
- 《漫画似顔画集》弘文社、1930年
- 《鳏夫严先生》アトリエ社、1935年
- 《実習指導漫画の描き方》弘文社、1943年
- 《実習指導漫画人物画の描き方》弘文社、1947年
- 《郷土の偉人木白さま物語》与市山五悠、無相望合著、1970年

## 弟子
- 石川進介
- 森比呂志

## 脚注

### 译注
1. ↑  译名参考自新浪网[18]

### 出处
1. ↑  Linda Sieg. . 2008-03-27  [2014-02-08]. （原始内容存档于2013-12-12） （英语）. Together with Oten Shimokawa, whose 1917 "Imokawa Mukuzo, The Janitor" is thought to be the first commercial Japanese animated film, Kouichi and Kitayama are considered "fathers of Japanese anime", said National Film Center researcher Yoshiro Irie. |url-status=和|deadurl=只需其一 (帮助)
2. 1 2  山口且訓、渡辺泰《日本アニメーション映画史》有文社、1977年、8頁。
3. ↑  Interview de Marie Pruvost-Delaspre par Higuinen, Erwan. Les Éditions Indépendantes , 编.  . Les inRocKs 2. 2014-01-17, (55): 6–9. ISSN 0298-3788 （法语）. 参数|magazine=与模板{{cite journal}}不匹配（建议改用{{cite magazine}}或|journal=） (帮助);
4. ↑  日本动画电影史 （页面存档备份，存于）、东京国立近代美术馆、2012年6月8日閲覧。
5. ↑  大城「研究（1）」94‐95頁。
6. ↑  大城「研究（1）」94頁。
7. ↑  大城「研究（1）」95-96頁。
8. ↑  大城「研究（1）」96頁。
9. ↑  大城「研究（3）」129頁。
10. 1 2 3 4 5  前田愛・清水勲《大正後期の漫画:岡本一平・下川凹天》筑摩書房、1986年、76‐77頁
11. 1 2 3  大城「研究（3）」、130頁。
12. ↑  大城「研究（3）」130‐131頁
13. ↑  大城「研究（2）」68-69頁。
14. 1 2 3  秋田孝宏《「コマ」から「フィルム」へ マンガとマンガ映画》NTT出版、2005年、ISBN 4-7571-0132-5、88‐96頁。
15. ↑  《日本アニメーション映画史》9頁
16. ↑  津堅「日本の初期アニメーション作家3人の業績に関する研究」7頁。
17. 1 2 3  津堅「日本の初期アニメーション作家3人の業績に関する研究」11頁。
18. ↑  刘健. . 新浪动漫. 2007-05-18  [2016-02-22]. （原始内容存档于2016-03-13） （中文（中国大陆））. 世界上第一部动画《滑稽脸的幽默相》(Humorous Phases of Funny Faces)(1906)
19. 1 2  大城「研究（2）」70頁。
20. 1 2  大城「研究（1）」97頁。
21. ↑  大城「研究（3）」136頁。
22. 1 2 3  津堅「日本の初期アニメーション作家3人の業績に関する研究」8頁。